# Aurélio Augusto
Aurélio Augusto Gonçalves da Silva (Cuiabá, 25 de setembro de 1954) é um funcionário público, radialista, apresentador de TV, militante social, poeta, escritor, teatrólogo e político brasileiro.

## Família
Filho de Florentino Gonçalves da Silva “Seo Flor” e Abgail Alves da Silva “Dona Bega”, um ex-carroceiro e uma diarista, moradores da região do Coxipó da Ponte, pessoas que foram homenageadas no município, sendo a ponte de ferro sobre o rio coxipó denominada de “Seo Flor” e o acervo temático sobre gênero, etnia e direitos humanos, o primeiro do país, anexo ao Conselho Municipal de Promoção de igualdade racial denominado de "Dona Bega".

## Biografia

### Infância
Viveu uma infância humilde, entre as suas diversões, estava desfrutar dos variados potenciais das ainda águas cristalinas do rio coxipó, o que estimulou sua sensibilidade e contato com a natureza. Nessa época, aos 12 anos, Aurélio Augusto junto com seu amigo de infância Benedito Márcio Pinheiro “Ditinho”, escreveram a primeira peça teatral, e a apresentaram ali mesmo na região do Coxipó da Ponte, no quintal de sua vó “Chá Dita”, aquela encenação seria um prenúncio de sua futura história com o teatro, outra curiosidade é que ambos posteriormente exerceriam a vereança na capital mato-grossense, representando a região.

### Futebol
No entanto na sua adolescência, seu sonho era ser jogador de futebol profissional, com a alcunha de ‘Léo’ no meio esportivo, dedicou-se muitos anos na realização desse desejo, quando morava em Cuiabá, jogou no juvenil do Mixto Esporte Clube, quando subiu para treinar com os profissionais do clube, mudou-se para São Paulo, devido a falta de oportunidade nos campos, trabalhou como servente de pedreiro e metalúrgico, até quando passou para o juvenil da tradicional Portuguesa de desportos, em seguida se profissionalizou no Rio Claro Futebol Clube, time do interior paulista, no qual sofreu uma grave lesão no joelho, e encerrou sua  rápida trajetória nos clubes de futebol.

### Década de 1980
Em 1982 volta para a cidade verde, e começa a trabalhar na Prefeitura Municipal de Cuiabá, onde se encontra até os dias atuais, começou como guarda municipal, posteriormente auxiliar municipal ocupando outras funções durante sua carreira no funcionalismo público foi coordenador, diretor, assessor, secretário-adjunto e secretário municipal.
Nos anos 80 militou nos movimentos sociais, começou fundando o SOCC (Sociedade Cultural Cristã), que funcionava no Patronato Santo Antônio, posteriormente foi eleito presidente do bairro Coxipó da Ponte por dois mandatos consecutivos. Em seu primeiro mandato, ajudou a criar uma campanha pró-salvação do rio Coxipó, envolvendo as escolas da região, uma das pioneiras do estado, esse movimento ecológico liderado por Aurélio Augusto, iria se tornar anos mais tarde a ADERCO (Associação de defesa do Rio Coxipó), a qual foi o primeiro presidente.
Nesse período foi autor das obras literárias: “Momentos - 1984”,  um livro de poesia do qual destaca-se a ‘A vida canta’, que anos depois se tornou música.  “Uma voz ao vento – 1987”, um livro de poesia, do qual se destacam “Coxipó de Antanho”, “Útero do mundo”, “Cuiabá”, “O poeta”, “A aniversariante”, Aurélio Augusto lançou o livro no Centro Cultural Vergueiro em São Paulo, com apoio da AME (Associação matogrossense de estudantes), Sec. Municipal de Educação e Cultura comandada pela então Professora Serys Slhessarenko e do Vereador Luis Estevão Torquato, com uma tiragem de 1.500 livros, acabou esgotado no mesmo ano.  Ambos os livros, versavam de forma poética sobre problemas ecológicos, raciais e sociais, os equilibrando escrevendo também sobre os sentimentos humanos, amor, felicidade, amizade, saudade, entre outros temas universais.
Em 1984 conheceu o Sr. Geraldo Henrique Costa, e iniciou sua militância no movimento negro a convite do mesmo, em casa já tinha um exemplo, sua mãe Dona Bega era uma negra em movimento, tomando diversas atitudes como cidadã contrapondo as manifestações racistas do cotidiano. No movimento negro, lutou em diversas causas ao longo dos anos, se tornando referência junto com outros companheiros em Mato - Grosso e no Brasil.
Em 1985 já como líder comunitário, inspirado pela experiência vivida nas periferias de São Paulo,  as quais realizavam diversas atividades culturais nos finais de semana, criou o ponto de encontro denominado “Coxipó e Tudo”, evento esse que chegava a reunir mais de mil pessoas a cada domingo, na pracinha do Coxipó.

### Política
Em 1988, sem recursos, fez uma campanha humilde, andando de ônibus ou ‘escondido’ nas Kombis dos adversários políticos, foi eleito vereador por Cuiabá em sua primeira tentativa, pelo PMDB, com uma surpreendente e expressiva votação a época, vencendo políticos notáveis da cidade e de famílias tradicionais.
Na vereança por três mandatos (1988 a 2000) em Cuiabá, foi autor de 52 leis municipais e ações significativas para a cidade, aqui elencamos as principais.

### Meio Ambiente, cultura, movimento negro e direitos humanos
No primeiro biênio de seu mandato (1989-1992), foi eleito 1º Secretário da Mesa Constituinte (1989-1990), nesse biênio foi elaborada a Lei Orgânica Municipal, tendo recebido várias contribuições do Vereador Aurélio Augusto, sobretudo no que se refere ao meio-ambiente, pois foi o canal do movimento ambientalista no legislativo cuiabano, sendo que grande parte do capítulo de meio – ambiente na Constituição Municipal, eram demandas dos movimentos sociais, as quais foram encaminhadas por seu intermédio, posteriormente a mesma foi considerada uma das mais avançadas do Brasil no tema ambiental.
Na época devido a sua militância ambiental, o Vereador Aurélio Augusto - PMDB foi indicado pelo então Deputado Federal Antero Paes de Barros do PMDB para compor o staff do Governo do Estado, para ser o Secretário de Meio – Ambiente de Mato – Grosso (recém-criada), devido a sua inexperiência para com o cargo até então, mesmo lisonjeado, recusou o convite, hoje considera um dos principais equívocos de sua vida pública, chegando a ser motivo de risos, quando lembrado de sua tamanha ingenuidade.
Nesse mesmo mandato, em sintonia com os princípios da redemocratização, apresentou o projeto de lei que pretendia inserir o orçamento participativo em Cuiabá, um instrumento governamental que permitem aos moradores da cidade, decidirem sobre as prioridades do orçamento público, estimulando a democracia participativa, embora o projeto de lei não tenha sido aprovado em primeira votação, poucos meses mais tarde, foi enfim inserida na Lei Orgânica Municipal.  Nessa temporada houve a votação sobre  a doação do Parque de Exposição de Cuiabá, a ACRIMAT, na qual apenas o Vereador Wanderlei Pignati, o Vereador Aurélio Augusto e o Vereador Wilson Santos votaram contra, insatisfeitos, estes últimos ingressaram com uma ação judicial, que acabou por decisão judicial resgatando o citado patrimônio público do município.
Em 1990, mudou-se para o PDT, integrando o grupo político do líder Dante de Oliveira, a convite do mesmo, foi líder do partido na Câmara Municipal, agremiação política que se encontra até os dias atuais, interferida por uma rápida passagem pelo PPS.
Em 1991, também foi o autor da lei municipal que regula a proteção, conservação e uso das árvores em Cuiabá, visando a preservação do meio ambiente (Lei n.º 2.912/1991). Nesse mesmo ano, também foi responsável pela obrigatoriedade da meia-entrada aos idosos nos eventos culturais na cidade (Lei Nº 2935/1991).
Nesse período conheceu sua ex-esposa Mariselma Ferreira de Campos, ex-secretaria - geral e de cultura da Câmara Municipal de Cuiabá, a qual acabaria se relacionando e tendo 2 filhos.
Em 1992, ainda sobre as pautas ambientais, propôs em conjunto com o Vereador José Antônio Rosa, a lei que obriga os proprietários das dragas instaladas ou já retiradas, a promoverem o reflorestamento  nos locais degradados por suas ações, com o plantio das plantas nativas (Lei nº 2912/1992).  Foi autor da lei municipal 2.963/1992 que criou grupos folclóricos infantis de cururu e siriri em todas as escolas de Cuiabá, fomentando a preservação e crescimento da cultura popular regional. Também preocupado com a rápida evolução da poluição sobre os rios, devido a grande quantidade de lixo jogado nos rios da cidade, propôs a lei 2.960/1992 que obriga o escoamento de dejetos à estação de tratamento de esgoto adequado. E, por fim, entre as principais leis, criou o dia e a semana da consciência negra em Cuiabá(lei 3.015/1992), a qual 8 anos mais tarde, se tornaria feriado em Cuiabá,  proposição conjunta com o Vereador Rinaldo Almeida.
Na eleição de 1992, não obteve êxito nas urnas, ficando na 2ª suplência de sua coligação, e em 1993 se tornou secretário executivo da Secretaria de Cultura de Cuiabá, mas assumiu a vereança durante 2 anos e 7 meses, devido ao rodízio na Câmara Municipal e posterior eleição dos recém-eleitos deputados estaduais Roberto Nunes e Eliene Lima, assim, se efetivou em 1995.
Em 1993, propõe as leis que:  Instituiu o prêmio “Ganzá” para reconhecer os artistas que se destacaram na área cultural (lei 3155/1993),  obriga as concessionárias do transporte coletivo a destinar em cada ônibus, dois assentos especiais para idosos (lei 3159/1993).
Em 1994, ajudou na criação da Associação dos remanescentes do quilombo Mata Cavalo, na casa São Benedito em Livramento do Patriarca Sr. Cesário. Também apresentou o programa “A voz de zZumbi” na rádio Voz do Oeste/Jovem Pan, voltado para as questões do negro e valorizando a música afro-brasileira, um dos pioneiros com esse enfoque no centro-oeste.
Em 1995, se efetiva como vereador e se torna líder do governo do prefeito José Meirelles, foi um dos maiores defensores da lei de iniciativa do poder executivo que criou seis conselhos tutelares de Cuiabá, grande avanço na área social, nesse mesmo ano foi eleito em Salvador (BA), Coordenador-geral da Frente Nacional de vereadores contra o racismo (Secção Centro-Oeste), organização que reforçava bandeiras do movimento negro como a demarcação das terras quilombolas, políticas de ações afirmativas e a inclusão da história e cultura afro-brasileira no ensino público.
Em 1996 propõe as leis que: Criou o monumento representativo aos direitos humanos universais no centro de Cuiabá (lei 3.572/1996), instituiu o calendário oficial turístico do município (lei 3.582/1996), normatiza o serviço de “Bota fora”, obrigando a separação de lixo inorgânico das demais, para fins recicláveis (lei 3.586/1996), declarou  São Gonçalo Beira Rio, área de preservação ambiental e cultural (3.616/1996).
Nas eleições de 1996,  Aurélio Augusto voltou a ter uma expressiva votação nas urnas, sendo o 5º mais votado com 2.530 votos, 1,37 por cento dos votos válidos, reelegendo-se para o seu 3º mandato.
Nesse período fundou a agência de eventos e produções, Arte Livre Produções, como produtor cultural realizou diversos shows artísticos em Cuiabá e Chapada dos Guimarães, com alguns dos principais artistas nacionais da época, como Só Pra Contrariar, Molejo, Raça Negra, Exaltasamba, Aline Barros, Almir Sater, Zeca Pagodinho e Nando Reis. A agência funcionou até meados de 2007, produzindo seus últimos artistas, a dupla Jonathan & Adam e a banda Tríade.
Em janeiro de 1997, o Vereador Aurélio Augusto liderou a chapa “Soberania Legislativa” para a Presidência da Câmara Municipal, considerada até hoje como “páreo duríssimo/Olhar Direto-2015”,“pleito mais conturbado da história do Legislativo cuiabano – Diário de Cuiabá-1998”. A respectiva chapa liderada por Aurélio Augusto obtinha o apoio de 11 vereadores,  no entanto perdeu para a chapa opositora, que contava com o apoio de apenas 10 vereadores, essa anormal situação ocorreu, pois no dia da eleição, uma liminar do Juiz José Geraldo da Rocha Palmeira cassou o mandato da Vereadora Lueci Ramos – PMN que apoiava a chapa “Soberania Legislativa”, notícia que gerou até “quebra-quebra” no plenário e até ser resolvido o imbróglio, as atividades no legislativo ficaram paralisadas por dias, momento conturbado que chegou a ser coberto até pela imprensa nacional e diante da grave crise instalada, a chapa “Soberania Legislativa” acabou perdendo, pois a vereadora Lueci Ramos - PMN só recuperou seu mandato poucos meses depois, diante da nítida ilegalidade lhe imposta.
No mesmo ano, propõe a lei municipal 3.712/1997 que criou o PROAMP (Programa de Assistência Médica à Prostituição), estabelecendo um programa municipal, viabilizando condições de acesso gratuito ao serviço médico e laboratorial para todos aqueles que se prostituem, visando a constatação, prevenção e tratamento de doenças sexualmente transmissíveis.
Colaborou com Cristovão Luis, seu irmão, e Célia Santos na peça “É bonito de se ver”, que contava a história do samba, desde as tribos africanas até os dias atuais, ganhando o prêmio Ação Cultural - MT em 1997.
E, por fim nesse ano, lançou a cartilha “Negro por uma questão de consciência”, tratando de vários temas, todos comprometidos com a promoção da igualdade racial, incluindo várias ações do seu mandato e de outras referências negras que hasteavam essa bandeira.
Em 1998, candidata-se ao cargo de deputado estadual, obtendo 5.243 votos, o equivalente a 0,6 por cento dos votos válidos na época, ficando como 3º suplente.  Foi autor da lei 3805/1998, que disponibilizava nos cartórios de registro civil nomes de origem afros e indígenas.
Em 1999 é autor da lei 3827/1999 que criou a semana de luta contra a violência e a impunidade.
Em 2000 é autor da lei 4.027/2001 que cria um monumento público para homenagear dois grandes ícones da cultura matogrossense, o historiador Rubens de Mendonça e o poeta Benedito Sant'Anna da Silva Freire, lei municipal essa, que ainda não foi executada pelo poder executivo municipal, e por fim, subscreve a lei 3991/2000 de autoria do Vereador Rinaldo Almeida que torna o dia 20 de novembro feriado municipal.

### Pós-vereança: peças teatrais, livro, programa de TV e SMEC
Nas eleições de 2000, tenta seu 4º mandato de vereador, mas fica na 3ª suplência, obtendo 1480 votos, 0,6 por cento dos votos válidos, coincidentemente a mesma porcentagem e suplência de 1998.
Posteriormente, coordenadoria as campanhas dos: deputado estadual João Malheiros (2002), vereador Ivan Evangelista (2004), prefeito Wilson Santos (2008), vereador Adevair Cabral (2008 e 2012).
Em 2003, foi chefe de gabinete do Secretário Estadual Luiz Antônio Pagot (SINFRA).
Entre 2004 e 2005 apresentou o Programa Arte Livre aos sábados na TV RONDON, o qual retratava a diversidade cultural, sobretudo com enfoque na afro-brasileira.
Foi nessa época que escreveu a peça “Mato Grosso em cena”, que conta a história do nosso estado, abordando as etnias indígenas, o desbravamento, crescimento econômico, cultura e tradições até os tempos atuais, através de verso, prosa, poesia e música.  O espetáculo é estrelado pelo ator Edmilson Maciel, que interpreta cerca de dez personagens, com suas características especificas e peculiares aproximam o público da realidade e ao mesmo tempo garante uma viagem pela história de Mato Grosso. Anos depois foi incorporado a peça, o grupo Flor Ribeirinha e continua em cartaz até hoje.
Em 2005 volta ao PDT e se torna Secretário Estadual do Movimento Negro do PDT e membro do diretório nacional do PDT, pelos movimentos sociais.
Em 2007 é nomeado para o cargo de secretário-adjunto de esporte e cidadania em Cuiabá, sendo responsável por tirar do papel o Programa de Medida Sócio Educativo (PEMSE), que atuou na reabilitação de centenas adolescentes que cumprem medidas sócio-educativas e por sua atuação na pasta, se torna Presidente do Conselho Municipal da Criança e do Adolescente (CMDCA), no órgão reestruturou o conselho e fortaleceu as políticas para a criança e a adolescente, via captação de recursos por doações a programas sociais ou ao Fundo dos Direitos da Criança e do Adolescente, nesse ano o governo municipal ganha o prêmio  "Prefeito Amigo da Criança" da Fundação ABRINQ.
Nessa temporada lançou seu terceiro livro ‘Hibisco - O mundo invisível’, com tiragem de 3 mil exemplares, todos foram vendidos.  A obra aborda de forma poética e filosófica a história de dois personagens, codificada durante várias vidas.
Em 2009 se torna titular da pasta, sendo nomeado secretário municipal de esporte e cidadania de Cuiabá do governo Wilson Santos,  além da manutenção das políticas públicas da gestão anterior, em sua gestão ocorreram a reforma física da SMEC, instalação da Guarda-Municipal, colaborou com a construção do Centro Esportivo Cultural CUFA - 'Central Única de Favelas',  estruturação do PROCON municipal, grande crescimento de número de equipes do futebol amador no “Peladão”, fortalecimento do PEMSE.
Nesse ano funda o extinto Cuiabá Vôlei Club em parceria com a FUNVIC, sendo esse o primeiro clube de esporte coletivo mato-grossense, que depois de algumas décadas, voltou a disputar a principal competição de sua modalidade no país.  O modesto e recém-criado Cuiabá/Funvic, mesmo disputando a Superliga Brasileira de Voleibol Masculino, considerada uma das três principais competições de vôlei no mundo, conseguiu manter-se na elite nas últimas rodadas e levar bons públicos ao Ginásio Aecim Tocantins. Mas devido à falta de apoio e patrocinadores, adquiriu sérios problemas financeiros e judiciais, posteriormente sendo extinto.
Nesse período também escreveu  sua terceira peça profissional “Fragmentos”, estrelada pela atriz Janaína Caçupá, a história começa no Oriente Médio e vem se desenrolando em fragmentos por diversas partes do mundo, é um espetáculo emocionante que passeia pela fé e pela beleza interior.
Durante sua vida recebeu muitas homenagens, destacando-se duas de esfera nacional concedida pela Assembleia Legislativa de São Paulo e pelo Centro Cultural Africano.
Nos últimos tempos, vem se dedicando no lançamento de seu quarto livro “Aprendiz de Gente” e na criação de sua quarta peça teatral.